# Власенко Василь Євтихійович
Василь Євтихійович Власенко (31 липня 1909, Могилів — 22 січня 1970) — український вчений-економіст, державний діяч органів влади СССР в Україні.

## Біографія
Народився 31 липня 1909 року в селі Могильові (нині — Царичанського району Дніпропетровської області) в родині селян. У 1926 році вступив до Новомосковської агрошколи. Був секретарем комсомольської організації, заступником секретаря райкому комсомолу. 
Протягом 1928–1931 навчався у Харківському фінансово-економічному інституті. Працював інспектором з кредитування торгівлі та промисловості у Кадіївському відділенні Держбанку (Донбас). 
З 1933 по 1941 - викладачем, доцентом, заступником директора, завідувачем кафедри рідного інституту. Одночасно навчався в аспірантурі, захистив дисертацію й одержав науковий ступінь кандидата економічних наук. За сумісництвом працював консультантом Харківської обласної контори Держбанку та викладав у Військово-господарській академії Червоної армії. 
У 1940 році вступив до КП(б)У. У жовтні 1941 року призначений директором Ташкентського фінансово-економічного інституту. Після зайняття Харкова радянськими військами, очолив ХФЕІ.
З червня 1944 по березень 1945 року — заступник народного комісара фінансів УРСР.
У середині березня 1945 року призначений керуючим справами Ради Народних Комісарів Української РСР. У зв'язку з перетворенням 25 березня 1946 року Раднаркому УРСР на Раду Міністрів УРСР він знову призначений Керуючим справами вже РМ УРСР. 
Займався питаннями перебудови роботи Управління справами та апаратів міністерств і відомств. Як свідчить характеристика, видана Власенку керівництвом уряду, Василь Євтихійович виконував свою роботу фахово, був вимогливим до себе і до підлеглих, спрямовував зусилля на зміцнення виробничої дисципліни та поліпшення роботи урядового апарату.
Через погіршення стану здоров'я вимушений був 18 липня 1949 року звільнитися з посади Керуючого справами.

## Поховання
Помер 22 січня 1970 року. 

Могила В.Власенка

Похований в Києві на Байковому кладовищі (ділянка № 1).

## Нагороди
Нагороджений орденом Трудового Червоного Прапора (1948) і медаллю «За доблесну працю у Великій Вітчизняній війні 1941–1945 рр.» (1945).